# Castell d'Olimbroi
El Castell d'Olimbroi s'alçava sobre el tossal de Sant Nicolau a Dénia (Marina Alta). Es va bastir en el segle xiv per a facilitar la conquesta de la ciutat per part de Pere Eiximen d'En Carròs. Exercia de talaia per a vigilar del trànsit del port.
Segons subratllaria l'arqueòleg municipal, Josep Antoni Gisbert, l'edifici no va fer tant de fortalesa sinó més aïna d'ermita dedicada a Sant Nicolau: d'on prové l'altre topònim.
En 1812 es va usar per a lluitar contra els francesos durant la Guerra del Francès. A principis del segle xx el tossal on s'estava començà a ser utilitzat com a pedrera per a crear l'escullera sud del port de la vila. La dinamita emprada acabà perjudicant l'edifici, que va ser derrocat al voltant del 1917, a causa dels problemes en l'estructura.